# Wanted, a Master
Wanted, a Master è un cortometraggio del 1936 diretto da Arthur J. Ornitz e Gunther von Fritsch.

## Trama
Un cane randagio che parla narrato da Pete Smith, vive in un deposito di spazzatura; affamato entra in città in cerca di cibo. Una volta entrato in città scopre che tutti i cani randagi verranno presi per dopo le 15:00 per essere uccisi. Saputo questo il cane va da un quartiere all'altro in cerca di una persona che si possa affezionare a lui e quindi salvarsi prima della scadenza.

## Premi
- Nomination Oscar al miglior cortometraggio[1]

## Luoghi delle riprese
- Los Angeles, California, USA